# Astor Pictures
Astor Pictures è stata una società di distribuzione cinematografica negli Stati Uniti dal 1933 al 1963. È stata fondata da Robert M. Savini (29 agosto 1886 – 29 aprile 1956). Astor era specializzata in riedizioni di film. In seguito ha distribuito produzioni indipendenti, tra cui alcuni dei suoi film realizzati durante gli anni '50.

## Storia
Nell'ottobre 1933 Savini fondò la Astor Pictures. La società di distribuzione cinematografica prese il nome dall'Hotel Astor di New York City, dove Savini risiedeva allora. Durante il suo primo decennio, Astor, situata al 130 West 46th Street a New York City, investì principalmente in film di altre società per acquisire capitale e divenne la società madre della prima attività di Savini, Atlantic Pictures, un sistema di scambio di distribuzione di film situato in tutti gli Stati Uniti meridionali. Nel 1939, Savini acquisì i diritti sui film di altre società per una riedizione nazionale redditizia e li pubblicò con il nome e il logo di Astor.
Successivamente, la società iniziò una produzione limitata di una varietà di B-movie, tra cui alcuni film di corse, e cofinanziò altri film prodotti da altri, tra cui alcuni gialli britannici di serie B. La società si concentrò sulla distribuzione nei cinema rurali, di piccole città e di quartiere. Un articolo della rivista Billboard dell'8 giugno 1946 affermava che Astor aveva 26 filiali negli Stati Uniti. Negli anni '50, Astor creò una sussidiaria, Atlantic Television Corporation, per la distribuzione televisiva di gran parte dei suoi prodotti precedenti, continuando a impegnarsi nella realizzazione di nuovi film, come Cat-Women of the Moon, e scegliendone altri per la distribuzione, come Robot Monster.

## Filmografia parziale

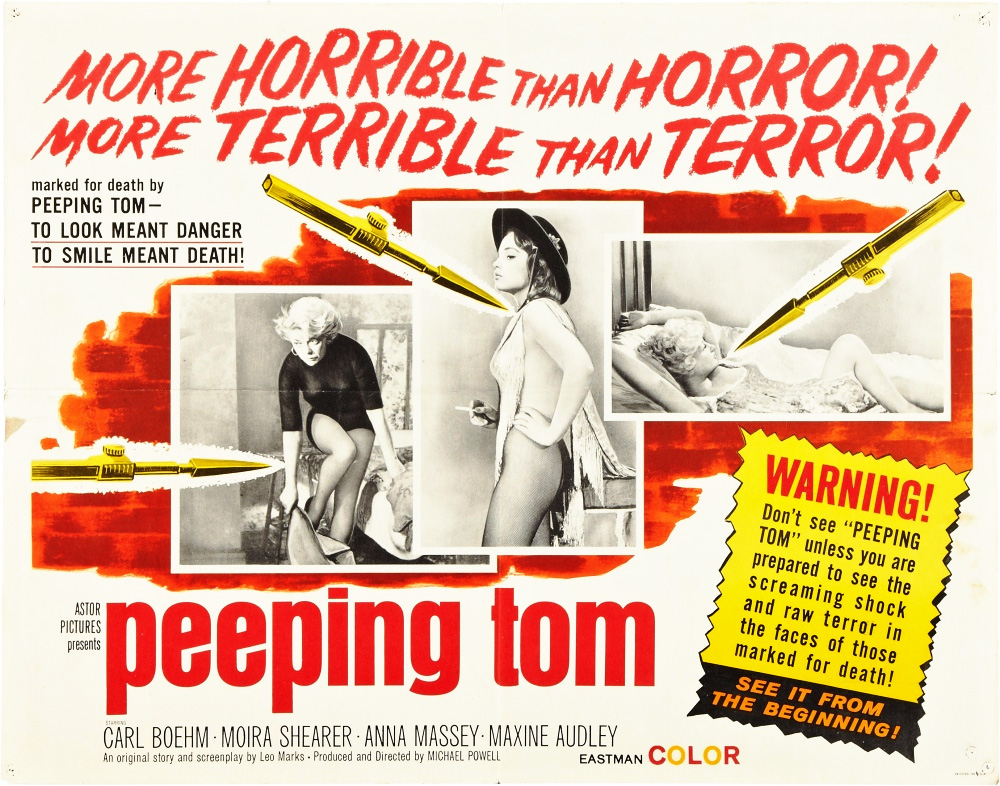
Locandina della versione statunitense L'occhio che uccide (Peeping Tom) distribuita dalla Astor Pictures

- Midshipman Easy (1935)
- Cover Up (1949)
- Stallion Canyon (1949)
- Border Fence (1951)
- Giant from the Unknown (1957)
- L'occhio che uccide (1960)
- Il processo (1962)